# Aquarian Age: Sign for Evolution
Aquarian Age: Sign for Evolution (アクエリアンエイジ,?, Akuerian Eiji) è un anime televisivo basato sul gioco di carte collezionabili Aquarian Age TCG. La serie, animata da Madhouse e prodotta da Broccoli, è stata trasmessa per la prima volta nel 2002 su TV Tokyo.

## Trama
La storia racconta di un gruppo di studenti che partecipano ad una band musicale, dove il cantante Kamikurata Kyouta è il protagonista della serie. Il ragazzo incontra una ragazza misteriosa coinvolta in una guerra segreta con enormi poteri. Kyouta in seguito forma un gruppo musicale chiamato "T.L. Signal" con i suoi amici Kojima Junichi, e Hirota Shingo. Tale band lavora per una compagnia di CosmoPop. Junichi usa la tastiera elettronica mentre Shingo è il chitarrista del gruppo. le cose si complicheranno quando scoprioranno che la fidanzata di uno dei tre, Sannou Yoriko, potrebbe essere la chiave di tutto.

## Personaggi
- Kyouta Kamikurata, il protagonista della serie un ragazzo che sogna di diventare un cantante professionista, di carattere gentile si è innamorato di Yoriko.
- Keijii Abuto, un talent scout con pochi scrupoli abile nell'usare giovani ragazze come cantanti e quando non le servono più le licenzia. Usa una tecnologia in un apposito collare per controllare le persone.
- Rumiko Sakamoto, cugina di Yoriko molto matura per la sua giovane età che si aggira sui 10 anni. I suoi poteri sono misteriosi.

## Colonna sonora
Le musiche sono di Yuki Kajiura, conosciuta per aver creato quelle dell'anime Noir e della seconda e terza saga della trilogia di videogiochi di Xenosaga.
Sigle iniziali giapponesi
- "Everlasting Love" interpretata da SeYUN (ep. 1-12)
- "Awake" interpretata da Yuki Kajiura (ep. 13)

Sigle finali giapponesi
- "Prism" interpretata da T.L. Signal (ep. 1)
- "Prism" interpretata da Miki Ashihara (ep. 2-12)
- "Unseen Ties" interpretata da SeYUN (ep. 13)

## Episodi
| Nº | Giapponese 「Kanji」 - Rōmaji        | In onda          | In onda |
| Nº | Giapponese 「Kanji」 - Rōmaji        | Giapponese       |         |
| 1  | 「深青の序曲」 - Shinsei no Jokyoku  | 10 gennaio 2002  |         |
| 2  | 「炎緑の予感」 - Enryoku no Yokan    | 17 gennaio 2002  |         |
| 3  | 「濁赤の憂鬱」 - Dakuseki no Yūutsu  | 24 gennaio 2002  |         |
| 4  | 「潜黒の供物」 - Senkoku no Kumotsu  | 31 gennaio 2002  |         |
| 5  | 「閃白の必然」 - Senpaku no Hitsuzen | 7 febbraio 2002  |         |
| 6  | 「幻緑の救済」 - Genryoku no Kyūsai  | 14 febbraio 2002 |         |
| 7  | 「深紅の分蘖」 - Shinkō no Bunketsu  | 21 febbraio 2002 |         |
| 8  | 「薄紫の覚醒」 - Hakushi no Kakusei  | 28 febbraio 2002 |         |
| 9  | 「烈銀の残影」 - Retsugin no Zanei   | 7 marzo 2002     |         |
| 10 | 「萌黄の此岸」 - Moegi no Shigan     | 14 marzo 2002    |         |
| 11 | 「藍碧の渦動」 - Ranpeki no Kadō     | 21 marzo 2002    |         |
| 12 | 「退紅の葛藤」 - Arazome no Kattō    | 28 marzo 2002    |         |
| 13 | 「純白の抱擁」 - Junpaku no Hōyō     | 28 marzo 2002    |         |